# Hala Astoria w Bydgoszczy
Hala Astoria – hala widowiskowo-sportowa oddana do użytku w 1962 roku. Do 2002 roku była głównym obiektem pełniącym funkcje sportowe, wystawowe i koncertowe w Bydgoszczy. W 2017 zamknięta i wyburzona, a w jej miejscu w latach 2018–2020 wybudowano nowy obiekt z basenem o wymiarach olimpijskich, z zachowaniem dotychczasowej nazwy. Oficjalne otwarcie obiektu miało miejsce 8 marca 2021.

## Charakterystyka
Hala Astoria znajduje się w Śródmieściu Bydgoszczy przy ul. Królowej Jadwigi 23. Sąsiaduje z rzeką Brdą, a w odległości kilkuset metrów znajduje się dworzec PKP Bydgoszcz Główna.
Hala spełnia funkcje sportowo-widowiskowe. Oprócz wydarzeń sportowych, odbywają się tu różnorodne imprezy masowe, festiwale kulturalne, koncerty muzyczne, wystawy i pokazy.

## Historia
Inicjatorem budowy hali był sekretarz Rady Okręgowej Zrzeszenia Sportowego „Start” Benedykt Tuczyński. Budowę rozpoczęto w 1956, a jej pierwszy etap, czyli oddanie do użytku hali sportowej, zakończono w 1962. Na trybunach przewidziano 800 miejsc siedzących i ok. 300 stojących. Wokół estrady instalowanej na parkiecie o wymiarach 28x18 m ustawić można było dodatkowo kilkaset krzeseł. Maksymalna liczba widzów wynosiła 2 tysiące. Elementem kompleksu sportowego był również kryty basen pływacki z widownią na 400 miejsc, zamknięty w 2016 basen otwarty oraz sale treningowe. Przed budynkiem postawiono posągi dwóch delfinów bawiących się piłką, które po przebudowie obiektu zdemontowano.
Hala była wykorzystywana zarówno dla celów sportowych (koszykówka, siatkówka, boks, gimnastyka sportowa), jak i widowiskowych (koncerty muzyczne, występy teatralne, taneczne, kabaretowe). W latach 1963–2003 i 2006-2009 rozgrywali tu mecze ligowe koszykarze Astorii Bydgoszcz. Mimo nie najlepszej akustyki, hala przez 40 lat (1962-2002) była główną areną dla masowych imprez kulturalnych, organizowanych w Bydgoszczy, zwłaszcza przez przedsiębiorstwo Estrada Bydgoska. Występowały tu markowe zespoły muzyczne, rockowe, odbywały się rewie estradowe, prezentowali się laureaci opolskich i sopockich festiwali. Tutaj swoje pierwsze i pionierskie w polskich warunkach show (z chórkami, baletem i big-bandem) dawał Andrzej Rosiewicz. Odbywały się również finały turniejów tańca towarzyskiego o „Złotą Łuczniczkę” oraz kabaretowe widowiska sygnowane nazwiskami Zenona Laskowika, Bohdana Smolenia i Jana Pietrzaka.
W dniach 19–21 czerwca, 3–5 lipca i 1 sierpnia 1981 odbywały się tu Walne Zgromadzenia Delegatów NSZZ „Solidarność” regionu bydgoskiego. Wcześniej, we wrześniu 1980 roku przybył tu Lech Wałęsa, by spotkać się z tutejszymi związkowcami. Był to pierwszy oficjalny wyjazd przewodniczącego MKS w Gdańsku.
W 2002 rolę głównej hali widowiskowej w Bydgoszczy przejęła nowo wybudowana hala Łuczniczka o liczbie miejsc 8 tys. Powstało też wiele innych hal sportowych (m.in. przy szkołach), w których rozgrywki prowadzą bydgoskie kluby sportowe. W 2007 po przekształceniu wielosekcyjnego KS Start-Astoria w samodzielne, niezależne sekcje, obiekty sportowe Astorii przejął CWZS Zawisza.
W 2016 zaprezentowano projekt wyburzenia dotychczasowego obiektu i zastąpienia go nowym, posiadającym m.in. basen olimpijski z 10 torami o długości 50 m, szerokości 25,43 m i dnem na głębokości 2,1 m, schodzącym na długości 12,5 m do głębokości 6 m. Szacowany koszt inwestycji to 100 mln zł. Prace wyburzeniowe rozpoczęły się w kwietniu 2017 od basenów otwartych (50-metrowego i brodzika dla dzieci). Następnie, w ciągu 6 miesięcy, wyburzone zostały pływalnia kryta, mały basen, hala sportowa i szatnie. Również przeznaczony do wyburzenia stary basen otwarty zostanie w przyszłości zastąpiony nowym kąpieliskiem. W 2018 rozpisano przetarg na realizację inwestycji o szacunkowej wartości 87 mln zł, w którym złożono dwie oferty o wartości 99,5 miliona (konsorcjum wokół firmy Alstal) i 137 milionów zł (Mostostal Warszawa). Ostatecznie koszt budowy zamknął się w kwocie 102 mln zł.
30 lipca 2018 podpisano umowę z wybraną w przetargu firmą Alstal, a 1 sierpnia 2018 rozpoczęto prace budowlane. 17 września 2018 wmurowano kamień węgielny, a 25 października 2019 na obiekcie zawieszono symboliczną wiechę. Do budowy obiektu o powierzchni użytkowej około 10 tys. metrów kwadratowych zużyto 1300 ton stali i 13 tys. metrów sześciennych betonu. Na dachu nowej hali zainstalowano największą miejską instalację fotowoltaiczną.
Nowy obiekt miał powstać do końca stycznia 2020, ale z uwagi na problemy z rozbudową kanalizacji deszczowej termin oddania przesunięto na III kwartał 2020, a następnie na IV kwartał. 23 października władze miejskie ogłosiły, że otrzymały pozwolenie na jego użytkowanie, jednak z uwagi na pandemię COVID-19 jego otwarcie zostało przesunięte na 8 marca 2021. W pierwszym roku po modernizacji z obiektu skorzystały 235.293 osoby. Niemniej już w styczniu 2021 basen udostępniono do treningów narodowej kadrze pływackiej.

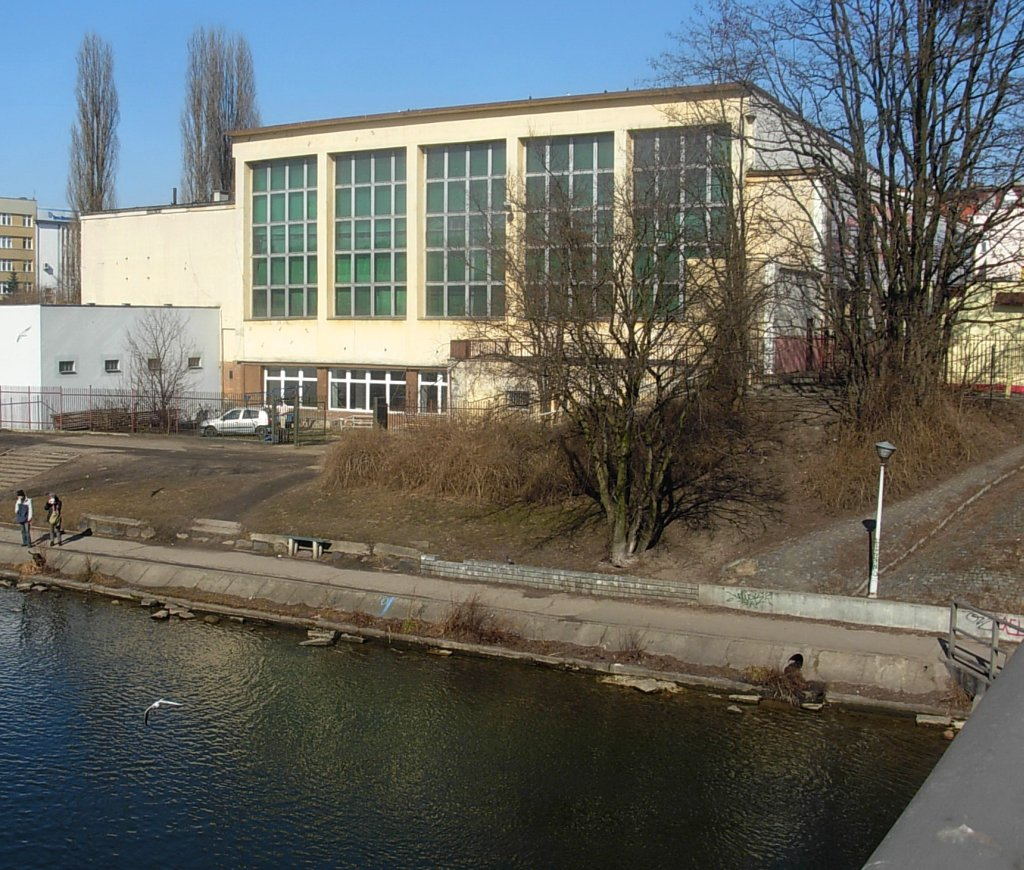
Hala Astoria przed 2017

Obiekt posiada charakterystyczną, rdzawą elewację wykonaną ze stali kortenowskiej.
Nowy basen ma miejscowo głębokość 6 metrów i jest wyposażony w ruchomy pomost, dzielący nieckę w zależności od potrzeb na dwa mniejsze baseny. Jedna z jego części posiada ruchome dno o wymiarach 25 na 25 metrów i regulowanej głębokości od zera do 2,1 m. Najgłębsze miejsce umożliwia naukę nurkowania. Basen można podzielić na cztery strefy przeznaczone do różnego rodzaju zajęć – oprócz pływania m.in. treningu synchronicznego, piłki wodnej i aerobiku w wodzie.
Lustro basenu mierzy 1271 m kw., a jego pojemność 4,2 mln litrów. Niecka została podświetlona i nagłośniona, co umożliwi treningi pływania synchronicznego. Widownia może pomieścić ok. pół tysiąca osób.
Poza basenem obiekt mieści halę rozgrzewkową o powierzchni 167 m², salę do squasha, salę fitness i siłownię, nieckę do treningu pływackiego indywidualnego, magazyny sprzętu, a także szatnie, dwie sale szkoleniowe i część biurową. W strefie odnowy biologicznej funkcjonować będzie sauna sucha i parowa (z generatorem lodu; łącznie 4), hydromasaże i 2 jacuzzi z podświetlanym dnem. W południowej części kompleksu, przy bulwarach nad Brdą, wybudowano przystań i hangary dla kajaków sportowych i rekreacyjnych. Zbudowano również parking na ponad 80 miejsc. Dodatkowo wokół budynku na powierzchni około 21 tys. m kw. mają powstać baseny otwarte, dostosowane do potrzeb osób niepełnosprawnych.
W sąsiedztwie nowej Astorii zaplanowano strefę basenów pływackich (o rozmiarach 25 na 15 m i dziecięcy o wymiarach 15 na 15 m) z szatniami i gastronomią oraz strefę zabaw i rekreacji wodnej, gdzie będą zlokalizowanie brodziki, rwąca rzeka, zjeżdżalnia rurowa i wodny plac zabaw. Część dla relaksu ma stanowić plaża z leżakami, 2 boiskami do siatkówki plażowej i natryskami schładzającymi. Czwartą strefą będzie teren rekreacji ruchowej z parkiem linowym dla dzieci, placem zabaw, urządzeniami do ćwiczeń oraz parkour parkiem.